# THE OMEGA TRIBE
『THE OMEGA TRIBE』（ジ・オメガ・トライブ）は杉山清貴&オメガトライブのベスト・アルバム。2004年2月11日に発売された。規格品番は「VPCC-81475」。

## 解説
貼付のシールに記載されているとおり、メンバーの選曲・編集によるベスト・アルバム。2004年2月に杉山の呼びかけで再結成し、全国3ヶ所で『First Finale2 〜オメガとライブ〜』を開催。今作は初日にあたるNHKホールでの公演が行われた日に発売された。新曲はなく、1983年から1985年の活動中に発表した楽曲の中から全シングルのA面7曲とアルバム曲9曲を収録している。
アルバム曲はすべてメンバーの手によるものであり、2012年にグループのメインコンポーザーだった林哲司がカップリングやアルバム曲の中から自作曲のみで構成したベスト・アルバム『The Other Side of The Omega Tribe』とは1曲も被らないようになっている。
歌詞カードに本人たちの写真は使われておらず、「Ω」を模したロゴと髪をなびかせた女性のイラストが随所にあしらわれている。
オリコンチャートでは1991年のコンピレーション・アルバム『Dear,Summer Lovers』以来となるチャートインを果たした。
グループは2013年8月31日と9月1日に、杉山のソロコンサートに他のメンバーが参加する形で2回目の再結成をしている。

## 収録曲
1. SUMMER SUSPICION
作詞：康珍化　作曲・編曲：林哲司
1stシングル。
2. LIGHT MORNING
作詞：秋元康　作曲：杉山清貴　編曲：志熊研三
アルバム「AQUA CITY」から。
3. ASPHALT LADY
作詞：康珍化　作曲・編曲：林哲司
2ndシングル。アルバムバージョンで収録。
4. SATURDAY'S GENERATION
作詞：秋元康　作曲：西原俊次／杉山清貴　編曲：松下誠
アルバム「River's Island」から。
5. 君のハートはマリンブルー
作詞：康珍化　作曲・編曲：林哲司
3rdシングル。TBS系ドラマ「年ごろ家族」主題歌。
6. SAIGO NO NIGHT FLIGHT（最後のナイト・フライト）
作詞：秋元康　作曲：杉山清貴　編曲：志熊研三
アルバム「River's Island」から。
7. Riverside Hotel
作詞：康珍化　作曲・編曲：林哲司
4thシングル。
8. Twilight Bay City
作詞：有川正沙子　作曲：杉山清貴　編曲：志熊研三
アルバム「NEVER ENDING SUMMER」から。
9. ふたりの夏物語 NEVER ENDING SUMMER
作詞：康珍化　作曲・編曲：林哲司
5thシングル。日本航空「JALPAK」CMソング。
アルバムミックスで収録。
10. TOI HITOMI（遠い瞳）
作詞：有川正沙子　作曲：杉山清貴　編曲：志熊研三
アルバム「ANOTHER SUMMER」から。
11. SCRAMBLE CROSS
作詞：青木久美子　作曲：西原俊次　編曲：志熊研三
アルバム「ANOTHER SUMMER」から。
12. THE END OF THE RIVER
作詞：有川正沙子　作曲：高島信二　編曲：松下誠
アルバム「ANOTHER SUMMER」から。
13. ガラスのPALM TREE
作詞：康珍化　作曲・編曲：林哲司
7thシングル。ダイドードリンコ「ジョニアン・コーヒー」CMソング。
14. 夕凪通信
作詞：佐々木清隆　作曲：高島信二　編曲：志熊研三
アルバム「FIRST FINALE」から。
15. 君はIN THE RAIN
作詞：有川正沙子　作曲：杉山清貴　編曲：笹路正徳
アルバム「FIRST FINALE」から。
16. サイレンスがいっぱい
作詞：康珍化　作曲・編曲：林哲司
6thシングル。NTV系ドラマ「のン姉ちゃん・200W」主題歌。

## クレジット
- Art director, Designer：T.Tanaka（lehua design studio tokyo）